# Izzadásos betegség
Az izzadásos betegség, máshol izzdásos kór, latin nevén sudor anglicus rejtélyes fertőző betegség, amely Angliát, később pedig a kontinentális Európát sújtotta több hullámban 1485-től kezdve. Utolsó hulláma 1551-ben ütötte fel a fejét, ezután hirtelen eltűnt. A tünetek megjelenése teljesen váratlan volt, a halál gyakran órákon belül bekövetkezett. A betegség okozója mind a mai napig nem pontosan ismert, de egyes feltételezések szerint hantavírus okozhatta.

## Tünetek
John Caius 1551-ben Shrewsburyben volt orvos, amikor újabb járvány tört ki, és ekkor rögzítette a tüneteket. Történelmileg ez a legrészletesebb forrás, amely az izzadásos betegségről szól. Váratlanul jelenik meg, kezdetben nyugtalanság formájában, majd hidegrázás következik (ami gyakran rendkívül erős), szédülés, fejfájás, és komoly fájdalmak a nyakban, a vállakon, a végtagokban. A hidegrázás fél órától három óráig tarthat, majd ezután hirtelen átvált az izzadásos fázisba. Az izzadás, amely ennek a betegségnek a jellegzetessége, minden különösebb ok nélkül jelentkezik. Ezzel együtt jár a hőérzet, fejfájás, delírium, szapora pulzus, szívdobogásérzet, esetleg szívfájdalom. A végső stádiumban nagymértékű kimerültség, illetve ellenállhatatlan álmosságérzet következik be, ami Caius szerint halálos, ezért nem szabad hagyni, hogy a beteg elaludjon. A betegségen való átesés nem biztosított immunitást. Általában nyáron illetve kora ősszel jelentkezett.

## Okok
A betegséggel kapcsolatosan a legrejtélyesebb, hogy nem tudni egyértelműen az okát. Akkoriban és most is a legtöbben úgy gondolják, hogy a fő kiváltó okok között a rossz higiéniás körülmények, a szennyvízelvezetés hiánya, és az emiatt megfertőződött vízforrások voltak. Első kitörése 1485 augusztusában volt éppen a rózsák háborújának végén, és francia zsoldosokhoz köthető, akik azért érkeztek Angliába, hogy Tudor Henriket a trónhoz segítsék. Egy forrás azonban azt állítja, hogy York városában már az év júniusában felbukkant a betegség, de ez a forrás nem fogalmaz egyértelműen. Fennmaradt írások alapján Thomas Stanley, Derby grófja az izzadásos betegségre hivatkozva nem csatlakozott III. Richárd seregéhez a bosworthi csatában.
A visszatérő láz nevű betegség is a lehetséges okok között van. Ezt a betegséget kullancs és tetű terjeszti, és leggyakrabban a nyári hónapokban fertőz. Csakhogy a visszatérő láz kiütésekkel jár és a bőrön a csípés nyoma is látható.
Néhány kutató rámutatott, hogy a hantavírus által okozott tüdőbetegségnek hasonló tünetei vannak, így azt feltételezik, hogy az izzadásos betegség okozója is hantavírus-törzs lehet. A elmélet kritikája azonban rámutat, hogy a hantavírus ritkán terjed emberről emberre (habár Argentínában egy esetben volt erre példa).
2004-ben Edward McSweegan előállt egy új elmélettel, amely szerint lépfenefertőzés állhat a háttérben. Eszerint a lépfenespórák nyers gyapjúból vagy állati tetemektől származtak. Elmélete bizonyítására azt javasolta, hogy exhumálni kellene egyes holttesteket.

## Epidemológia

### XV. század
Először VII. Henrik angol király uralma alatt, 1485-ben jegyezték fel a betegség terjedését. Henrik augusztus 28-án érkezett meg Londonba a bosworthi csata után, a járvány pedig szeptember közepén tört ki. Október végéig több ezer ember esett áldozatául. Ekkor kapta az izzadásos kór nevet is a jellegzetes tünet, illetve gyors lefolyása és végzetes kimenetele miatt. 1492-ben elérte Írországot is.

### XVI. század
1492 és 1502 között nincs nyoma a betegség felbukkanásának. 1502-ben Artúr walesi herceg (VIII. Henrik angol király bátyja) és felesége, Aragóniai Katalin is feltehetően ezen a betegségen estek át, és előbbi feltehetően ebbe halt bele (bár az okok közt tuberkulózis, pestis, illetve influenza is lehetett). Kutatók 2002-ben felnyitották Artúr sírját, de nem találtak egyértelmű okot a halálára. Csak annyit derítettek ki, hogy a halálának genetikai okai is lehettek, mely unokaöccsénél, VI. Edwardnál is megjelent. Katalin felépült, Artúr viszont április 2-án meghalt, fél évvel a 16. születésnapja előtt.
1507-ben előbb egy kisebb, majd egy hatalmas járvány csapott le, ami Calais-be is átterjedt. Nagy volt a halálozási rátája, bizonyos helyeken a lakosság fele is áldozatául esett. Negyedik, az előzőeknél is nagyobb hulláma 1528-ban ütötte fel a fejét – májusban indult el Londonból, és egész Angliában elterjedt – Skóciát azonban megkímélte, míg Írországot nem. A járvány súlyosságára jellemző, hogy VIII. Henrik elhagyta Londont és ezután gyakran váltogatta lakhelyét.
Ezután a betegség váratlanul Hamburgban is megjelent, ahol néhány hét alatt ezrek estek áldozatául. A betegség egészen Kelet-Európáig eljutott. Svájcban decemberben jelent meg, aztán északra terjedt Dánia, Svédország, Norvégia felé, később Lengyelország, Litvánia és Oroszország felé. Itáliát és Franciaországot elkerülte, kivéve Calais-t. Az év végére aztán amilyen gyorsan jött, úgy tűnt el, és a kontinensen többé meg sem jelent.
1551-ben volt a járvány utolsó kitörése. 1718 és 1918 között Franciaországban alkalmanként felbukkant a Picardy izzadás nevű hasonló betegség, ami viszont kiütésekkel járt együtt.

## Megjelenése a popkultúrában
- A Tudorok című sorozat 1. évadának 7. epizódjában felüti a fejét az izzadásos kór 1528-as járványa. William Compton belehal a betegségbe, Boleyn Anna és Thomas Wolsey pedig átesnek rajta. Wolsey a valóságban is ténylegesen többször is megfertőződött vele. Néhány epizóddal később Henry FitzRoy, VIII. Henrik törvénytelen fia is ebbe halt bele (ez azonban fikció). A sorozatban látható is a betegség egy akkor próbált gyógymódja, mely szerint felvágják az illető hátát, hogy a "mérgek" azon keresztül távozzanak.
- Hilary Mantel "Farkasbőrben" című könyvében 1527-ben Thomas Cromwell felesége lett a betegség áldozata, majd két évvel később két lánya. A könyvből készült televíziós sorozatban mindhárman meghalnak már az első epizódban.
- A 13-as raktár című sorozat negyedik évadának közepén is megjelenik a betegség. Ebben a járvány kitörésének oka egy kegytárgy eltávolítása volt, és annak korábbi ellopásával majd visszahelyezésével magyarázza azt is, hogy miért tűnt el Európából olyan gyorsan.
- A Merlin című sorozatban is szerepel a betegség annak ellenére, hogy az a valóságban még évszázadokig nem jelent meg.

## Fordítás
- Ez a szócikk részben vagy egészben  a   Sweating sickness című angol Wikipédia-szócikk ezen változatának fordításán alapul.  Az eredeti cikk szerkesztőit annak laptörténete sorolja fel. Ez a jelzés csupán a megfogalmazás eredetét és a szerzői jogokat jelzi, nem szolgál a cikkben szereplő információk forrásmegjelöléseként.